# Мелисса Фокс
Мелисса Фокс (Melissa Fox, настоящее имя Meeli Kõiva-Vällo, родилась 14 января 1960 года в Тарту, Эстонская ССР, СССР) — дизайнер и художник, работающий преимущественно в области инсталляций и скульптур из стекла. Её работы, представляющие собой архитектурно-световые скульптуры, мультимедийные инсталляции и архитектурные витражи, выставлялись в 1994—2009 году в Финляндии, Бельгии и США.

## Отзывы
«Меели Койва признается во всем мире пионером в области искусства стекла и света благодаря своим экспериментам со стеклом, лазерами, волоконной оптикой и другими технологиями, которые она ведет с 1982 года. Используя все эти знания, она создала прогрессивные световые объекты в Финляндии, Бельгии и США.»

## Некоторые инсталляции из архитектурного стекла
- Телебашня в Таллине, Эстония
- Инсталляция в порту Таллина, Эстония
- Главное здание Европейского Парламента, Брюссель, Бельгия[2]
- Штаб-квартира Glaston Corporation, Тампере, Финляндия